# Bill Macy
Bill Macy, pseudonimo di Wolf Martin Garber (Revere, 18 maggio 1922 – Los Angeles, 17 ottobre 2019), è stato un attore statunitense.
Dopo due matrimoni falliti, nel 1975 si risposò con l'attrice Samantha Harper.

## Filmografia parziale

### Cinema
- Oh! Calcutta!, regia di Jacques Levy (1972)
- L'occhio privato (The Late Show), regia di Robert Benton (1977)
- Lo straccione (The Jerk), regia di Carl Reiner (1979)
- L'ospite d'onore (My Favorite Year), regia di Richard Benjamin (1982)
- Dinosauri a colazione (Movers & Shakers), regia di William Asher (1985)
- Facoltà di medicina (Bad Medicine), regia di Harvey Miller (1985)
- Scappatella con il morto (Sibling Rivalry), regia di Carl Reiner (1990)
- Un medico, un uomo (The Doctor), regia di Randa Haines (1991)
- Terapia e pallottole (Analyze This), regia di Harold Ramis (1999)
- Natale in affitto (Surviving Christmas), regia di Mike Mitchell (2004)
- L'amore non va in vacanza (The Holiday), regia di Nancy Meyers (2006)
- Mr. Woodcock, regia di Craig Gillespie (2007)

### Televisione
- Arcibaldo (All in the Family) - serie TV, 2 episodi (1972)
- Maude - serie TV, 137 episodi (1972-1978)
- A cuore aperto (St. Elsewhere) - serie TV, 2 episodi (1984)
- La signora in giallo (Murder, She Wrote) - serie TV, episodio 3x05-5x09 (1986-1989)
- Perry Mason: La signora di mezzanotte (Perry Mason: The Case of the Murdered Madam), regia di Ron Satlof - film TV (1987)
- Matlock - serie TV, 1 episodio (1991)
- Un detective in corsia (Diagnosis Murder) - serie TV, 1 episodio (1994)
- Il tocco di un angelo (Touched by an Angel) - serie TV, 1 episodio (2000)
- Tutto in famiglia (My Wife and Kids) - serie TV, 1 episodio (2002)
- E.R. - Medici in prima linea (ER) - serie TV, 1 episodio (2004)
- Hawthorne - Angeli in corsia (Hawthorne) - serie TV, 1 episodio (2010)

## Doppiatori italiani
Nelle versioni in italiano delle opere in cui ha recitato, Bill Macy è stato doppiato da:
- Gianni Bonagura in L'occhio privato, Millennium, Natale in affitto
- Gianfranco Bellini in Lo straccione, Maude
- Pietro Biondi in Dinosauri a colazione, Terapia e pallottole
- Dante Biagioni in Colombo, E.R. - Medici in prima linea
- Pino Ferrara in La signora in giallo
- Giuseppe Fortis in Scappatella con il morto
- Guido Sagliocca in Un medico, un uomo